# Techstep
Techstep (znám také jako Skullstep) je podžánr drum'n'bassu, který byl populární především v pozdních 90. letech 20. století.

## Charakteristika
Vyznačuje se temnou "sci-fi" atmosférou. Používá syntetické nebo samplované zvukové zdroje především z industrialu a techna. Ze slova techstep by se mohlo zdát, že tento styl bude mít velký vztah k technu. Ovšem podobnost těchto dvou stylů příliš velká není. Techstep obsahuje abstraktní, syntetické zvuky včetně samplů; jen zřídkakdy používá nástroje, které by nebyly zpracované nějakým efektem. Rytmus techstepu není tak zběsilý (chaotický) jako u jiných stylu D'n'B nebo junglu.

## Historie
Techstep se vyvinul z junglu a hardstepu kolem roku 1996. Název pro tento styl vymysleli Ed Rush a Trace. V tomto případě "tech" neuváděl žádný vztah k technu, ale k ravu, který byl populární v Belgii. Techstep byla reakce na více virtuózní a více popové hudební elementy v junglu a drum and bassu. 

Později vznikl z Techstepu Neurofunk.

## Interpreti
- Bad Company
- Black Sun Empire
- Noisia
- Calyx
- Cause 4 Concern
- Counterstrike
- Dom & Roland
- Ed Rush & Optical
- Edgey
- Hive
- Panacea
- Source Direct
- Teebee
- Technical Itch
- Trace
- Receptor
- Engage & Enei
- BES

## Labely
- BC Presents...
- DSCI4
- Moving Shadow
- No U-Turn Recordings
- Prototype Recordings
- Renegade Hardware